# Padroso (Montalegre)
Padroso est un village portugais de la municipalié de Montalegre.